# ドラえもん映画作品
- 藤子不二雄（連載） > 藤子・F・不二雄（著作） > ドラえもん > ドラえもん映画作品
- 藤子不二雄 > アニメ > ドラえもん > ドラえもん映画作品
- テレビ朝日 > Tv asahi movie > ドラえもん映画作品

ドラえもん映画作品（ドラえもんえいがさくひん）では、藤子不二雄の藤本弘による漫画『ドラえもん』（1989年以降は藤子・F・不二雄名義作品）のアニメ映画作品を扱う。

## 概要
1980年より毎年3月に春休みの時期に合わせ公開されている。
東宝による配給で、『宇宙小戦争』以降はTOHOシネマズ日比谷（旧：日劇東宝→日劇2→TOHOシネマズ日劇）をチェーンマスターとする東宝邦画系劇場で毎年春休みシーズン前の3月（概ね1-3週目）に公開されている。チェーン系劇場では4月中旬の金曜日に終映となり、翌土曜日から同じ制作会社・配給系列の「劇場版クレヨンしんちゃん」へ入れ替えとなるパターンが多い。一部の劇場（主にシネマコンプレックス及び地方部の単館系劇場・巡回上映）では終映日を延長したり、上映開始日を遅らせる関係で5月以降も上映している場合もある。また、聴覚障碍者向けに日本語字幕付版の上映も劇場と時間を指定のうえ行われており、DVDソフト版での日本語字幕の収録においても活用されている。東宝の配給部長などを務めた堀内實三は、『ドラえもん』が定着したことにより3月の編成を考える必要がなくなり、正月と夏の興行だけ検討すれば良くなったことが東宝にとって幸いであったと述べている。

### 大長編映画
（『大長編ドラえもん』とドラえもん大長編映画の関係についての詳細は大長編ドラえもん#大長編漫画と映画の関係を参照）
1980年公開の『のび太の恐竜』から1997年公開の『のび太のねじ巻き都市冒険記』までは、映画公開の前年に藤本弘が同名の漫画（ 大長編ドラえもんシリーズと呼ばれる）の執筆に着手し、雜誌連載を開始するのが通例となっていた（例外の1作を除く）。藤本は「今年はこんな冒険をするんだよ」と家族に話すのが恒例だった。
藤本は多くの作品で脚本担当としてもクレジットされているが、ほとんどの作品で文字だけの脚本は執筆されず、藤本が連載する『大長編ドラえもん』の漫画を脚本として映画監督が絵コンテを描くことで映画の制作が進められた。漫画連載の5、6回目は映画公開間近の時期に雑誌に掲載されるため、作品終盤の内容は藤本によるシノプシス（あらすじ）や資料を元に絵コンテが描かれた（『夢幻三剣士』公開後の芝山努監督のインタビューより）。
『ドラえもんと藤子・F・不二雄が大好きな人の本 Fライフ』4号では「『映画ドラえもん』基本制作スケジュール」が掲載されており、それによると藤本が漫画を描き始めるのが6～7月、芝山が絵コンテを描き始めるのが8～9月となっている。藤本の執筆する原作漫画と同じペースで芝山は絵コンテを描き、新しいキャラクターや舞台が登場するとその都度キャラクター設定画や美術ボードを作るという、映画の制作現場全体が藤本と併走する形であった。藤本からは漫画執筆前に書いたシナリオ・漫画の下絵コピー・ペンを入れた原稿のコピーが主にFAXを使って順次送られ、新しい設定や場面の追加、演出の指示もあった。藤本から送られるシナリオは原稿用紙にテキストだけではなく、『のび太の創世日記』を例にすると登場人物の服装について相談があったり、新キャラクターをいち早く伝えるためのイラストが描かれたものだった。
1987年には藤本の入院により「大長編ドラえもん」は執筆されず、1988年公開の『のび太のパラレル西遊記』では、藤本の原案を元にもとひら了が脚本を執筆した。

1997年〜
1996年9月に藤本が逝去した翌年の1997年5月からは、漫画執筆担当の藤子プロ・萩原伸一（のちのむぎわらしんたろう）、小学館『コロコロコミック』の担当編集者、プロデューサー、監督らがまず話し合ってストーリーの骨組みを決定し、脚本家にシナリオを発注。完成したシナリオを元に映画が作られるようになった（『のび太の南海大冒険』以降）。芝山努監督は「（藤本の死去後は）『来年どういう話にしようか』ということにはそれほど参加していない」「萩原と電話やファクスのやりとりをして漫画と映画がずれないようにしている」と語っており、映画の絵コンテが藤本の生前と同様に萩原の連載漫画を元に描かれていることや、この時期の映画の物語作りには萩原の比重が大きいことが分かる。

2001年〜
（詳細は大長編ドラえもん#藤本没後を参照）
2001年公開ののび太と翼の勇者たちからは、漫画の執筆担当が岡田康則（藤本死去後に藤子プロに入社）となり、漫画の連載は映画公開直前の2回のみとなったため、上記のように漫画連載を参考にしつつ監督が絵コンテを執筆する工程ではなくなっていると考えられる。

2006年〜
（詳細は大長編ドラえもん#2006年〜（映画ストーリーなど）を参照）
2005年にアニメが大幅リニューアルされてからは、大長編漫画は執筆される年と、執筆されない年がある。元藤子プロのむぎわらしんたろうが漫画を執筆した『のび太と奇跡の島』などの数作品は、藤本の生前と同様に大長編漫画作品と強く連携して映画が作られている（むぎわらは映画に「企画・原案協力 / まんが」でクレジットされており、漫画連載はかつての藤本と同様のスケジュールで行われている）。
リメイク作は過去に執筆された藤本の大長編漫画と過去のアニメ映画作品を元に作られている。
特徴
各作品ごとに新たにキャラクターデザインや美術設定が起こされることも多く、「レギュラー陣の普段着がテレビ版と比べて若干複雑なデザインとなる」「普段から馴染みの場所であっても背景としての書き込みがより細かくなる」といった特徴が出る場合がある。

### 同時上映
藤子不二雄のコンビ活動時代はドラえもん以外の藤子作品が同時上映されていたが、独立後は『ドラえもん』の短編も数多く作られ、同時上映された。『帰ってきたドラえもん』などの感動路線の短編の他、ドラミやザ・ドラえもんズが主人公のスピンオフ的な作品も作られた。
声優交代前の25作品にはすべて同時上映作品があったが（そのすべてがドラえもんに関連した短編とは限らず、藤子不二雄の他の作品の短編映画やその他の映画作品である場合もある）、交代の後の作品にはなかった。

### 観客動員数
例年数百万人の観客動員と数十億円台の配給収入を維持しており、日本映画が低調であった時代でも上位を占める大ヒットシリーズとなっている。
2013年公開の『のび太のひみつ道具博物館』で邦画史上初となるシリーズ累計動員1億人を突破している。

## 年表
映画ドラえもんに関する特筆事項等を年代順に記す。藤本の体調不良による大長編ドラえもんの休載（または連載開始の遅延）は計7回あるが、以下にはその初回および映画の完成が特に危ぶまれた3回を記した（詳細は大長編ドラえもん#作品一覧を参照）。
- 1979年
  - 4月 『ドラえもん』が2度目のテレビアニメ化。
  - 映画化の依頼が藤本に届く。
  - 12月 漫画『映画 ドラえもん のび太の恐竜』[注釈 4]連載第1回が掲載。
- 1980年
  - 3月15日 映画第1作『ドラえもん のび太の恐竜』公開。
- 1986年
  - 藤本、胃癌手術[6]。
  - 10月 漫画『大長編 ドラえもん のび太と竜の騎士』連載開始[注釈 5]。
- 1987年
  - 3月 映画『ドラえもん のび太と竜の騎士』公開。
  - 藤本の体調不良により『ドラえもん のび太のパラレル西遊記』（1988年）の大長編は描かれず。
- 1988年
  - 1月 藤子不二雄の独立パーティ。
  - 3月 映画『ドラえもん のび太のパラレル西遊記』公開。同時上映のうちの1本は『ウルトラB』。藤本単独作品と安孫子単独作品の同時上映はこれが最後となった。
- 1989年
  - 3月 10周年記念作品 映画『ドラえもん のび太の日本誕生』公開。
- 1991年
  - 藤本の肝臓癌[6]により漫画『大長編 ドラえもん のび太と雲の王国』の連載が4回で中断[注釈 6]。
- 1996年
  - 9月 藤本死去（肝不全）。漫画『大長編 ドラえもん のび太のねじ巻き都市冒険記』の連載3回目の執筆中に意識を失った。残りの4回分の漫画連載は遺された藤本の下描き、ネーム、原案等に基づいて萩原伸一ら藤子プロのスタッフが執筆。
- 1997年
  - 3月 映画『ドラえもん のび太のねじ巻き都市冒険記』公開。
- 1998年
  - 3月 映画『ドラえもん のび太の南海大冒険』公開。これ以降の映画は、藤本がその年の公開作の立ち上げに関与していない[注釈 7]。
- 2005年
  - 3月 レギュラー声優陣が交代（詳細は#声優陣の交代を参照）。その影響でこの年は映画公開なし。25年連続公開記録[注釈 8]が途絶える。
- 2020年
  - 8月 映画『ドラえもん のび太の新恐竜』公開。新型コロナウイルス感染症感染拡大の影響で、例年より5か月遅い公開となった。
- 2021年
  - 3月 前年から続く新型コロナウイルスの影響で、この年は映画公開なし[注釈 9]。
- 2025年
  - 1月 映画シリーズ45周年を記念して、第13作『のび太と雲の王国』・第17作『のび太と銀河超特急』・第25作『のび太のワンニャン時空伝』・第31作『新・のび太と鉄人兵団』・第33作『のび太のひみつ道具博物館』・第42作『のび太と空の理想郷』の6作品が劇場で期間限定上映される[7]。

### 声優陣の交代
2005年3月に、レギュラー声優陣が交代した。26年にわたって連続登板し続けた大山のぶ代らレギュラー声優陣での映画作品は2004年公開の第25作『のび太のワンニャン時空伝』で最後となり、2006年公開の第26作『のび太の恐竜2006』からは水田わさびら声優陣によるものとなった。
声優交代を境に、ここではその前後を第1期、第2期と呼んで区分けしている。DVD販売等の媒体では、タイトルを青（第1期）と赤（第2期）で区別して表記している。

## 映画作品一覧
前述の通り声優交代を境に、2005年以前を1期群、以降を2期群と区別し、「期数-期内で何作目か」の形で示し、『その他』の項目で登場する派生作品もこれに順ずる。それぞれの期の詳細に付いては、テレビアニメ記事（1期・2期）を参照。
- 何作目であるかは以下の通りで示している。
  - 「通算」では通算で何作目かを示す。
  - タイトルソート内は「のび太の（と）」を省略（例：のび太の恐竜は「きようりゆう」でソートされる）
- 日本では1999年までの興行成績が配給収入で発表されていたため、1999年までの作品（第1作〜第20作）は配給収入のみ、2000年以降の作品（第21作〜）は興行収入のみを記録している。

### 大長編
メインタイトルとなっている長編作品。藤本の存命中は映画作品の制作に先駆けて『大長編ドラえもん』の漫画連載が開始されるのが通例となっていた（1作を除く）。下記の3つに分類される。
- 藤本存命中の作品（恐竜〜ねじ巻き都市冒険記）　※アニメ1期藤本生前
- 藤本没後、声優交代までの作品（南海大冒険〜ワンニャン時空伝）　※アニメ1期藤本没後
- 2005年の声優交代後の作品（恐竜2006〜）　※アニメ2期

また、声優交代後の映画作品は、交代後に新しく物語が作られた「新作」と、交代前に一度公開された作品を再度作り直した「リメイク作」の2種類に分類できる。
ドラえもんの長編映画と、その同時上映作品（併映）の一覧は下記の通り。同時上映作品は、上映時間が長い順番で記す。
| 通算 | 期別 | タイトル                                     | 公開日         | 監督       | 脚本                | 配給収入 | 興行収入 | 観客 動員数 | 併映                                                                                       | 備考        |
| ---- | ---- | -------------------------------------------- | -------------- | ---------- | ------------------- | -------- | -------- | ----------- | ------------------------------------------------------------------------------------------ | ----------- |
| 1    | 1-01 | のび太の恐竜                                 | 1980年 3月15日 | 福富博     | 藤子不二雄 松岡清治 | 15.5億円 | -        | 320万人     | - モスラ対ゴジラ （再編集リバイバル）                                                      |             |
| 2    | 1-02 | のび太の宇宙開拓史                           | 1981年 3月14日 | 西牧秀夫   | 藤子不二雄          | 17.5億円 | -        | 360万人     | - 怪物くん 怪物ランドへの招待                                                              |             |
| 3    | 1-03 | のび太の大魔境                               | 1982年 3月13日 | 西牧秀夫   | 藤子不二雄          | 12.2億円 | -        | 250万人     | - 怪物くん デーモンの剣 - 忍者ハットリくん ニンニン忍法絵日記の巻                          |             |
| 4    | 1-04 | のび太の海底鬼岩城                           | 1983年 3月12日 | 芝山努     | 藤子不二雄          | 10億円   | -        | 210万人     | - 忍者ハットリくん ニンニンふるさと大作戦の巻 - パーマン バードマンがやってきた!!          |             |
| 5    | 1-05 | のび太の魔界大冒険                           | 1984年 3月17日 | 芝山努     | 藤子不二雄          | 16.5億円 | -        | 330万人     | - 忍者ハットリくん+パーマン 超能力ウォーズ                                                 |             |
| 6    | 1-06 | のび太の宇宙小戦争                           | 1985年 3月16日 | 芝山努     | 藤子不二雄          | 12億円   | -        | 240万人     | - 忍者ハットリくん+パーマン 忍者怪獣ジッポウVSミラクル卵                                   |             |
| 7    | 1-07 | のび太と鉄人兵団                             | 1986年 3月15日 | 芝山努     | 藤子不二雄          | 13億円   | -        | 260万人     | - プロゴルファー猿 スーパーGOLFワールドへの挑戦!! - オバケのQ太郎 とびだせ! バケバケ大作戦 |             |
| 8    | 1-08 | のび太と竜の騎士                             | 1987年 3月14日 | 芝山努     | 藤子不二雄          | 15億円   | -        | 310万人     | - プロゴルファー猿 甲賀秘境!影の忍法ゴルファー参上! - オバケのQ太郎 とびだせ! 1/100大作戦  |             |
| 9    | 1-09 | のび太のパラレル西遊記                       | 1988年 3月12日 | 芝山努     | もとひら了          | 13.6億円 | -        | 280万人     | - エスパー魔美 星空のダンシングドール - ウルトラB ブラックホールからの独裁者B・B!!         |             |
| 10   | 1-10 | のび太の日本誕生                             | 1989年 3月11日 | 芝山努     | 藤子・F・不二雄     | 20.2億円 | -        | 420万人     | - ドラミちゃん ミニドラSOS!!!                                                              |             |
| 11   | 1-11 | のび太とアニマル惑星                         | 1990年 3月10日 | 芝山努     | 藤子・F・不二雄     | 19.1億円 | -        | 380万人     | - チンプイ エリさま活動大写真                                                              |             |
| 12   | 1-12 | のび太のドラビアンナイト                     | 1991年 3月9日  | 芝山努     | 藤子・F・不二雄     | 18億円   | -        | 360万人     | - ドラミちゃん アララ♥少年山賊団!                                                          |             |
| 13   | 1-13 | のび太と雲の王国                             | 1992年 3月7日  | 芝山努     | 藤子・F・不二雄     | 16.8億円 | -        | 340万人     | - 21エモン 宇宙いけ! 裸足のプリンセス - トキメキソーラーくるまによん                       |             |
| 14   | 1-14 | のび太とブリキの迷宮                         | 1993年 3月6日  | 芝山努     | 藤子・F・不二雄     | 16.5億円 | -        | 330万人     | - ドラミちゃん ハロー恐竜キッズ!! - 太陽は友だち がんばれ!ソラえもん号                     |             |
| 15   | 1-15 | のび太と夢幻三剣士                           | 1994年 3月12日 | 芝山努     | 藤子・F・不二雄     | 13.5億円 | -        | 270万人     | - ウメ星デンカ 宇宙の果てからパンパロパン! - ドラミちゃん 青いストローハット               |             |
| 16   | 1-16 | のび太の創世日記                             | 1995年 3月4日  | 芝山努     | 藤子・F・不二雄     | 13億円   | -        | 260万人     | - 2112年 ドラえもん誕生                                                                    |             |
| 17   | 1-17 | のび太と銀河超特急                           | 1996年 3月2日  | 芝山努     | 藤子・F・不二雄     | 16億円   | -        | 310万人     | - ドラミ&ドラえもんズ ロボット学校七不思議!?                                               |             |
| 18   | 1-18 | のび太のねじ巻き都市冒険記                   | 1997年 3月8日  | 芝山努     | 藤子・F・不二雄     | 20億円   | -        | 390万人     | - ザ☆ドラえもんズ 怪盗ドラパン謎の挑戦状!                                                  |             |
| 19   | 1-19 | のび太の南海大冒険                           | 1998年 3月7日  | 芝山努     | 岸間信明            | 21億円   | -        | 400万人     | - 帰ってきたドラえもん - ザ☆ドラえもんズ ムシムシぴょんぴょん大作戦!                       | [ 注釈 10 ] |
| 20   | 1-20 | のび太の宇宙漂流記                           | 1999年 3月6日  | 芝山努     | 岸間信明            | 20億円   | -        | 395万人     | - のび太の結婚前夜 - ザ☆ドラえもんズ おかしなお菓子なオカシナナ?                           | [ 注釈 11 ] |
| 21   | 1-21 | のび太の太陽王伝説                           | 2000年 3月11日 | 芝山努     | 岸間信明            | -        | 30.5億円 | 295万人     | - おばあちゃんの思い出 - ザ☆ドラえもんズ ドキドキ機関車大爆走!                             | [ 注釈 12 ] |
| 22   | 1-22 | のび太と翼の勇者たち                         | 2001年 3月10日 | 芝山努     | 岸間信明            | -        | 30億円   | 284万人     | - がんばれ!ジャイアン!! - ドラミ&ドラえもんズ 宇宙ランド危機イッパツ!                      |             |
| 23   | 1-23 | のび太とロボット王国                         | 2002年 3月9日  | 芝山努     | 岸間信明            | -        | 23.1億円 | 214万人     | - ぼくの生まれた日 - ザ☆ドラえもんズ ゴール!ゴール!ゴール!!                                |             |
| 24   | 1-24 | のび太とふしぎ風使い                         | 2003年 3月8日  | 芝山努     | 岸間信明            | -        | 25.4億円 | 236万人     | - Pa-Pa-Pa ザ★ムービー パーマン                                                            | [ 注釈 13 ] |
| 25   | 1-25 | のび太のワンニャン時空伝                     | 2004年 3月6日  | 芝山努     | 岸間信明            | -        | 30.5億円 | 283万人     | - Pa-Pa-Pa ザ★ムービー パーマン タコDEポン!アシHAポン! - ドラえもんアニバーサリー25        | [ 注釈 14 ] |
| 26   | 2-01 | のび太の恐竜2006                             | 2006年 3月4日  | 渡辺歩     | 渡辺歩 楠葉宏三     | -        | 32.8億円 | 297万人     | -                                                                                          | [ 注釈 15 ] |
| 27   | 2-02 | のび太の新魔界大冒険 〜7人の魔法使い〜       | 2007年 3月10日 | 寺本幸代   | 真保裕一            | -        | 35.4億円 | 326万人     | -                                                                                          | [ 注釈 16 ] |
| 28   | 2-03 | のび太と緑の巨人伝                           | 2008年 3月8日  | 渡辺歩     | 大野木寛            | -        | 33.7億円 | 313万人     | -                                                                                          | [ 注釈 17 ] |
| 29   | 2-04 | 新・のび太の宇宙開拓史                       | 2009年 3月7日  | 腰繁男     | 真保裕一            | -        | 24.5億円 | 230万人     | -                                                                                          | [ 注釈 18 ] |
| 30   | 2-05 | のび太の人魚大海戦                           | 2010年 3月6日  | 楠葉宏三   | 真保裕一            | -        | 31.6億円 | 298万人     | -                                                                                          | [ 注釈 19 ] |
| 31   | 2-06 | 新・のび太と鉄人兵団 〜はばたけ 天使たち〜   | 2011年 3月5日  | 寺本幸代   | 清水東              | -        | 24.6億円 | 227万人     | -                                                                                          | [ 注釈 20 ] |
| 32   | 2-07 | のび太と奇跡の島 〜アニマル アドベンチャー〜 | 2012年 3月3日  | 楠葉宏三   | 清水東              | -        | 36.2億円 | 331万人     | -                                                                                          | [ 注釈 21 ] |
| 33   | 2-08 | のび太のひみつ道具博物館                     | 2013年 3月9日  | 寺本幸代   | 清水東              | -        | 39.8億円 | 365万人     | -                                                                                          | [ 注釈 22 ] |
| 34   | 2-09 | 新・のび太の大魔境 〜ペコと5人の探検隊〜     | 2014年 3月8日  | 八鍬新之介 | 清水東              | -        | 35.8億円 | 326万人     | -                                                                                          | [ 注釈 23 ] |
| 35   | 2-10 | のび太の宇宙英雄記                           | 2015年 3月7日  | 大杉宜弘   | 清水東              | -        | 39.3億円 | 351万人     | -                                                                                          | [ 注釈 24 ] |
| 36   | 2-11 | 新・のび太の日本誕生                         | 2016年 3月5日  | 八鍬新之介 | 八鍬新之介          | -        | 41.2億円 | 363万人     | -                                                                                          | [ 注釈 25 ] |
| 37   | 2-12 | のび太の南極カチコチ大冒険                   | 2017年 3月4日  | 高橋敦史   | 高橋敦史            | -        | 44.3億円 | 390万人     | -                                                                                          | [ 注釈 26 ] |
| 38   | 2-13 | のび太の宝島                                 | 2018年 3月3日  | 今井一暁   | 川村元気            | -        | 53.7億円 | 470万人     | -                                                                                          | [ 注釈 28 ] |
| 39   | 2-14 | のび太の月面探査記                           | 2019年 3月1日  | 八鍬新之介 | 辻村深月            | -        | 50.2億円 | 439万人     | -                                                                                          | [ 注釈 29 ] |
| 40   | 2-15 | のび太の新恐竜                               | 2020年 8月7日  | 今井一暁   | 川村元気            | -        | 33.5億円 |             | -                                                                                          | [ 注釈 31 ] |
| 41   | 2-16 | のび太の宇宙小戦争 2021                      | 2022年 3月4日  | 山口晋     | 佐藤大              | -        | 26.9億円 |             | -                                                                                          | [ 注釈 33 ] |
| 42   | 2-17 | のび太と空の理想郷                           | 2023年 3月3日  | 堂山卓見   | 古沢良太            | -        | 43.4億円 |             | -                                                                                          | [ 注釈 22 ] |
| 43   | 2-18 | のび太の地球交響楽                           | 2024年 3月1日  | 今井一暁   | 内海照子            | -        | 43.1億円 |             | -                                                                                          | [ 注釈 22 ] |
| 44   | 2-19 | のび太の絵世界物語                           | 2025年 3月7日  | 寺本幸代   | 伊藤公志            | -        |          |             | -                                                                                          | [ 注釈 22 ] |

### 併映作品
『大長編ドラえもん』を原作とせず、他のメインタイトル作品と併映された映画作品。同年公開の作品は、上映時間が長い順に記す。
|    | タイトル                                    | 分数 | 監督           | 脚本                    | 公開日        | メインタイトル                        | 備考        |
| -- | ------------------------------------------- | ---- | -------------- | ----------------------- | ------------- | ------------------------------------- | ----------- |
| 1  | ドラえもん ぼく、桃太郎のなんなのさ         | 46   | 神田武幸       | 城山昇                  | 1981年8月1日  | 21エモン 宇宙へいらっしゃい           | [ 注釈 34 ] |
| 2  | ドラミちゃん ミニドラSOS!!!                 | 40   | 森脇真琴       | もとひら了              | 1989年3月11日 | ドラえもん のび太の日本誕生           |             |
| 3  | ドラミちゃん アララ♥少年山賊団!             | 40   | 原恵一         | 丸尾みほ                | 1991年3月9日  | ドラえもん のび太のドラビアンナイト   |             |
| 4  | トキメキソーラーくるまによん                | 5    | やすみ哲夫     | やすみ哲夫              | 1992年3月7日  | ドラえもん のび太と雲の王国           |             |
| 5  | ドラミちゃん ハロー恐竜キッズ!!             | 40   | 原恵一         | 西村孝史                | 1993年3月6日  | ドラえもん のび太とブリキの迷宮       |             |
| 6  | 太陽は友だち がんばれ!ソラえもん号          | 5    | 高橋純         | 高橋純                  | 1993年3月6日  | ドラえもん のび太とブリキの迷宮       |             |
| 7  | ドラミちゃん 青いストローハット             | 15   | 安藤敏彦       | 丸尾みほ                | 1994年3月12日 | ドラえもん のび太と夢幻三剣士         |             |
| 8  | 2112年 ドラえもん誕生                       | 30   | 米たにヨシトモ | 米たにヨシトモ          | 1995年3月4日  | ドラえもん のび太の創世日記           |             |
| 9  | ドラミ&ドラえもんズ ロボット学校七不思議!?  | 31   | 米たにヨシトモ | 米たにヨシトモ 寺田憲史 | 1996年3月2日  | ドラえもん のび太と銀河超特急         |             |
| 10 | ザ☆ドラえもんズ 怪盗ドラパン謎の挑戦状!     | 31   | 米たにヨシトモ | 米たにヨシトモ 寺田憲史 | 1997年3月8日  | ドラえもん のび太のねじ巻き都市冒険記 |             |
| 11 | 帰ってきたドラえもん                        | 27   | 渡辺歩         | 城山昇                  | 1998年3月7日  | ドラえもん のび太の南海大冒険         |             |
| 12 | ザ☆ドラえもんズ ムシムシぴょんぴょん大作戦! | 16   | 米たにヨシトモ | 米たにヨシトモ 寺田憲史 | 1998年3月7日  | ドラえもん のび太の南海大冒険         |             |
| 13 | のび太の結婚前夜                            | 26   | 渡辺歩         | 藤本信行                | 1999年3月6日  | ドラえもん のび太の宇宙漂流記         |             |
| 14 | ザ☆ドラえもんズ おかしなお菓子なオカシナナ? | 16   | 米たにヨシトモ | 米たにヨシトモ          | 1999年3月6日  | ドラえもん のび太の宇宙漂流記         |             |
| 15 | おばあちゃんの思い出                        | 27   | 渡辺歩         | 藤本信行                | 2000年3月11日 | ドラえもん のび太の太陽王伝説         |             |
| 16 | ザ☆ドラえもんズ ドキドキ機関車大爆走!       | 17   | 錦織博         | 池田眞美子              | 2000年3月11日 | ドラえもん のび太の太陽王伝説         |             |
| 17 | がんばれ!ジャイアン!!                       | 26   | 渡辺歩         | 藤本信行                | 2001年3月10日 | ドラえもん のび太と翼の勇者たち       |             |
| 18 | ドラミ&ドラえもんズ 宇宙ランド危機イッパツ! | 16   | 錦織博         | 池田眞美子              | 2001年3月10日 | ドラえもん のび太と翼の勇者たち       |             |
| 19 | ぼくの生まれた日                            | 26   | 渡辺歩         | 藤本信行                | 2002年3月9日  | ドラえもん のび太とロボット王国       |             |
| 20 | ザ☆ドラえもんズ ゴール!ゴール!ゴール!!      | 5    | やすみ哲夫     | やすみ哲夫              | 2002年3月9日  | ドラえもん のび太とロボット王国       |             |
| 21 | ドラえもんアニバーサリー25                  | 5    | 本郷みつる     | 本郷みつる              | 2004年3月6日  | ドラえもん のび太のワンニャン時空伝   |             |

#### 併映作品の分類

##### 原作短編ドラえもん映画
藤本が描いた短編漫画作品のアニメ映画化。または藤本が描いた短編漫画作品を元に構成された映画作品。
- ドラえもん ぼく、桃太郎のなんなのさ
- 2112年 ドラえもん誕生
- 帰ってきたドラえもん
- のび太の結婚前夜
- おばあちゃんの思い出
- がんばれ!ジャイアン!!
- ぼくの生まれた日

##### 映画ドラミちゃん
ドラミが主役のシリーズ。ドラミが様々な時代を舞台に活躍するのが特徴。藤本による漫画作品は存在しない。作品一覧は下記の通り（括弧内は作品の舞台）。
- ドラミちゃん ミニドラSOS!!!（2011年の未来世界）
- ドラミちゃん アララ♥少年山賊団!（1580年の戦国時代）
- ドラミちゃん ハロー恐竜キッズ!!（白亜紀の恐竜時代）
- ドラミちゃん 青いストローハット（22世紀〜ロボットの町）

##### 映画ドラミ&ドラえもんズ
ドラミとドラえもんズ（またはドラえもんズのみ）が主役のシリーズ。藤本による漫画作品は存在しない。作品一覧はザ・ドラえもんズ#登場する映画作品を参照。

##### その他の短編
- トキメキソーラーくるまによん（ミュージックビデオ風）
- 太陽は友だち がんばれ!ソラえもん号（実写ドキュメンタリー）
- ドラえもんアニバーサリー25（映画名場面集）

### 3D映画
3DCG技術で作った立体映画。
|   | タイトル                 | 公開日         | 監督            | 脚本   | 興行収入 | 観客動員数 | 備考        |
| - | ------------------------ | -------------- | --------------- | ------ | -------- | ---------- | ----------- |
| 1 | STAND BY ME ドラえもん   | 2014年8月8日   | 八木竜一 山崎貴 | 山崎貴 | 83.8億円 | 625万人    | [ 注釈 35 ] |
| 2 | STAND BY ME ドラえもん 2 | 2020年11月20日 | 八木竜一 山崎貴 | 山崎貴 | 27.8億円 |            | [ 注釈 38 ] |

### その他

#### 福祉映画
ドラえもん ケンちゃんの冒険
- 1981年7月に福祉映画として上映／1981年10月5日TV特番放映
- 全国心身障害児福祉財団製作で公民館など公共施設でのホール上映となった。
- 監督・演出 - もとひら了
- 脚本 - 水出弘一
- 音楽 - 菊池俊輔
- 作画 - 中村英一

## 作品の内容

### 季節
大長編漫画の連載は夏に始まることが多く、映画の公開は春のため、各映画作品中の季節は春または夏になることが多い。例外的に『おばあちゃんの思い出』及び『のび太の月面探査記』では秋になっている。また、『のび太の大魔境』での作中の季節は春だが、リメイク版では夏になっている。『のび太の宇宙小戦争』では作中の季節は設定されていなかったが、リメイク版では夏になっている。

### 小動物キャラ
声優交代後の作品には必ず「小動物」のキャラクターが登場するようになった。彼らは味方であることがほとんどだが、ピッポのように当初はドラえもんらと対立する敵である場合もある。

### 設定・ストーリー
声優交代後の設定・ストーリーは、声優交代前と比べて原作に近いものになっている。一方で、新キャラクターを登場させたりストーリーを別の方向へ変えたりすることで親世代も二度楽しめるような工夫も凝らしている。声優交代後に作られた新作の中には、主人公のドラえもんが目立った活躍をしている作品があれば、のび太達やゲストキャラクターにスポットが当たる為に扱いが悪くなり、あまり活躍が出来ていない作品もある。のび太は短編やテレビシリーズのように扱いが悪く活躍が少ない作品があるが、ゲストキャラクターと親しくなり、絆を深め、終盤で重要な役割を果たす作品もある。声優交代前のタイムパトロールが登場する作品では、ドラえもん達は彼らにほぼ頼った形になっているが、声優交代後の作品ではタイムパトロールの力を借りずに自分達で困難や強敵に立ち向かう形に変更されている。

## 音楽
大長編、「のび太の恐竜」から「のび太のねじ巻き都市冒険記」までは菊池俊輔、「のび太の南海大冒険」はアーティストの大江千里、「のび太の宇宙漂流記」は大江に加えて堀井勝美、「のび太の太陽王伝説」から「のび太のワンニャン時空伝」までは堀井のみ、「のび太の恐竜2006」から「のび太の南極カチコチ大冒険」までは沢田完、「のび太の宝島」以降は服部隆之が担当している。

## オープニングテーマ
第39作『のび太の月面探査記』まで（第38作『のび太の宝島』を除く）は、シリーズ主題歌としてテレビ主題歌がオープニングに流れるのが通例だった。
第1作『のび太の恐竜』から第3作『のび太の大魔境』、そして第26作『のび太の恐竜2006』（声優交代後の第1作）、この4作品では、今で言う所謂アバンパートはなく、配給会社社紋（東宝）の直後からオープニングがスタートした。
アバンパートがあるの方は、第6作『のび太と鉄人兵団』以降は、のび太が「ドラえも〜ん」と叫ぶシーンまでをアバンパートとして入れる構成になったが、例外もある。

### 1期
第1作『のび太の恐竜』、第2作『のび太の宇宙開拓史』では、『ぼくドラえもん』が使われた。
第3作『のび太の大魔境』からオープニングが『ドラえもんのうた』（大杉久美子版）となった。第10作『のび太の日本誕生』から山野さと子版に変更された。第19作『のび太の南海大冒険』ではエンディングと統一感を出す形で吉川ひなの版が使われた。また、第21作『のび太の太陽王伝説』ではウィーン少年合唱団版が使用された。しかし、完全に交代することはなく、テレビシリーズと共通感を出すためこの2作を除いた形で第25作まで山野版が使用された。当初はテレビシリーズでの歌手交代後に歌手を交代する予定だったが1989年からの浸透もあり好評だったため、山野と契約が結ばれた。
第7作『のび太と鉄人兵団』以降の作品では、オープニングテーマの『ドラえもんのうた』前のプロローグで、最後にのび太が「ドラえも〜ん」と叫ぶのが定番になっている。だが、第25作『のび太のワンニャン時空伝』だけは例外的に、のび太の叫び声の後にドラえもんが「のび太く〜ん」と叫ぶ。なお、第20作『のび太の宇宙漂流記』ではのび太ではなく、ジャイアンとスネ夫が担当。これは、プロローグにドラえもんたちが一切登場しない場合でも行われる（第10作『のび太の日本誕生』と第13作『のび太と雲の王国』。なお、第14作『のび太とブリキの迷宮』ではのび太のパパのみの登場）。原作の大長編ドラえもんでそれらにあてはまる部分は、ドラえもんの作品ロゴの手書きがそのまま使われている。

### 2期
第26作『のび太の恐竜2006』、第27作『のび太の新魔界大冒険』では、夏川りみの『ハグしちゃお』が使われた。
2007年5月、テレビ主題歌がmaoの『夢をかなえてドラえもん』になり、第28作『のび太と緑の巨人伝』以降はオープニングも変更された。2019年10月テレビ主題歌が変更され、第39作『のび太の月面探査記』（第38作『のび太の宝島』を除く）までその曲をオープニングとして使用された。特に、第35作『のび太の宇宙英雄記』ではmaoではなく、ドラえもん（水田わさび）、のび太（大原めぐみ）、しずか（かかずゆみ）、ジャイアン（木村昴）、スネ夫（関智一）の5人で歌った。第38作『のび太の宝島』はオープニングテーマがなく、ドラえもん映画史上（『STAND BY ME ドラえもん』を除く）初のオープニングテーマなし作品となった。
2019年10月から2024年11月まで、テレビ主題歌は星野源の『ドラえもん』（『のび太の宝島』のエンディングも兼ねる）になり、その期の作品（第40作から第43作）は、『のび太の宝島』と同じ、オープニングテーマがない。
2024年11月、テレビ主題歌はmaoの『夢をかなえてドラえもん』が再び起用され、第44作『のび太の絵世界物語』以降は同じくオープニングテーマが再起用された。
リニューアル後の作品では、第26作『のび太の恐竜2006』（アバンパートがない）、第28作『のび太と緑の巨人伝』、第34作『新・のび太の大魔境』（ドラえもんたちが登場しない）、第35作『のび太の宇宙英雄記』を除き、オープニング前にのび太が「ドラえも〜ん」と叫ぶシーンが挿入されている。なお、第33作『のび太のひみつ道具博物館』では、のび太ではなく、ドラえもんが担当し「のび太く〜ん」と叫ぶ、第37作『のび太の南極カチコチ大冒険』では、のび太が「さすがドラえもん」と言った後、オープニングを始める。
オープニングテーマのない作品は、通常オープニング映像があり、映画のタイトルが展示される。第43作『のび太の地球交響楽』（ドラえもんたちが登場しない）を除き、オープニング映像前にのび太が「ドラえも〜ん」と叫ぶシーンが挿入されている。

### オープニングテーマ一覧
|   | オープニングテーマタイトル | 作詞                   | 作曲                   | 編曲                   | 歌                                              | 映画公開年                                                                         |
| - | -------------------------- | ---------------------- | ---------------------- | ---------------------- | ----------------------------------------------- | ---------------------------------------------------------------------------------- |
| 1 | ぼくドラえもん             | 藤子不二雄             | 菊池俊輔               | 菊池俊輔               | 大山のぶ代                                      | 1980・1981                                                                         |
| 2 | ドラえもんのうた           | 楠部工                 | 菊池俊輔               | 菊池俊輔               | 大杉久美子                                      | 1982・1983・1984・1985・1986・1987・1988                                           |
| 2 | ドラえもんのうた           | 楠部工                 | 菊池俊輔               | 菊池俊輔               | 山野さと子                                      | 1989・1990・1991・1992・1993・1994・1995・1996・1997・1999・2001・2002・2003・2004 |
| 2 | ドラえもんのうた           | 楠部工                 | 菊池俊輔               | 鴨宮諒                 | 吉川ひなの                                      | 1998                                                                               |
| 2 | ドラえもんのうた           | 楠部工                 | 菊池俊輔               | 山下康介               | ウィーン少年合唱団                              | 2000                                                                               |
| 3 | ハグしちゃお               | 阿木燿子               | 宇崎竜童               | 京田誠一               | 夏川りみ                                        | 2006・2007                                                                         |
| 4 | 夢をかなえてドラえもん     | 黒須克彦               | 黒須克彦               | 大久保薫               | mao                                             | 2008・2009・2010・2011・2012・2013・2014・2016・2017・2019・2025                   |
| 4 | 夢をかなえてドラえもん     | 黒須克彦               | 黒須克彦               | 沢田完                 | ドラえもん・のび太・ しずか・ジャイアン・スネ夫 | 2015                                                                               |
| - | オープニングテーマなし     | オープニングテーマなし | オープニングテーマなし | オープニングテーマなし | オープニングテーマなし                          | 2018・2020・2022・2023・2024                                                       |

## 主題歌
1996年公開『のび太と銀河超特急』までの主題歌は、1984年公開の『のび太の魔界大冒険』を除いて武田鉄矢が作詞。絵コンテを読んで作詞し、その詞に合う曲を作れる人に曲を依頼するという流れで制作された。歌い手は初期の2-4作は岩渕まことだったが、90年代以降はほとんどの楽曲を武田鉄矢あるいは1994年に復活した海援隊が担当した。また、『のび太と夢幻三剣士』では、主題歌、挿入歌、共に武田鉄矢一座となっている。
武田本人が一番気に入っていると認め、藤子・F・不二雄も気に入っていた曲は『少年期』（後表参照）。
藤子・F・不二雄の死去後、武田は「藤子先生が亡くなった今、僕はドラえもんの映画の作詞を引退します」と宣言し、勇退。以降は毎回違った作詞家・作曲家が担当している。ただし、2010年公開『のび太の人魚大海戦』では映画30周年を記念して、再び武田が挿入歌の作詞・歌を担当した。
映画シリーズの主題歌を請け負ったことのある団体や個人としては、ウィーン少年合唱団・矢沢永吉・SPEED・スキマスイッチ・福山雅治・Perfume・秦基博・miwa・星野源・Mr.Children・Official髭男dismなどが知られている。また、小泉今日子・西田敏行・島崎和歌子・吉川ひなの・柴咲コウ・Kis-My-Ft2・菅田将暉といった公開当時にアイドルや俳優として活躍していた芸能人も担当している。なお『のび太とふしぎ風使い』、『のび太のワンニャン時空伝』では公開当時のテレビ版のエンディングを使用していた。
なお、『のび太の魔界大冒険』の主題歌である小泉今日子の「風のマジカル」は他作品とは扱いが異なる映画公開時とAmazonビデオで配信されている本作の映像の使用・タイアップ契約であり、原盤権を保有している音楽出版のバーニングパブリッシャーズおよび歌唱者のマネージメント元であるバーニングプロダクションと2次使用についての契約が何らかの理由で締結されなかったため、発売されている同作品のすべてのビデオソフト（1980年代に発売されたVHS版より）およびテレビ放送では前々作主題歌（「だからみんなで」）に差し換えられている。なお、同曲のドラえもん関連のCDへの収録は2010年発売のコンピレーションアルバム（後述）まで全く行われなかった。
多くの作品で、エンディングのほかに物語中盤の挿入歌として使用されているほか、『風のマジカル』『少年期』などはテレビシリーズ第2作1期のエピソードでも挿入歌として使われている。

### 主題歌一覧

#### 大長編
|    | 映画タイトル               | 主題歌タイトル                             | 作詞                                                          | 作曲                                                              | 編曲                                      | 歌                       | レーベル                     |
| -- | -------------------------- | ------------------------------------------ | ------------------------------------------------------------- | ----------------------------------------------------------------- | ----------------------------------------- | ------------------------ | ---------------------------- |
| 1  | のび太の恐竜               | ポケットの中に                             | 武田鉄矢                                                      | 菊池俊輔                                                          | 菊池俊輔                                  | 大山のぶ代               | 日本コロムビア               |
| 2  | のび太の宇宙開拓史         | 心をゆらして                               | 武田鉄矢                                                      | 菊池俊輔                                                          | 菊池俊輔                                  | 岩渕まこと               | 日本コロムビア               |
| 3  | のび太の大魔境             | だからみんなで                             | 武田鉄矢                                                      | 菊池俊輔                                                          | 菊池俊輔                                  | 岩渕まこと               | 日本コロムビア               |
| 4  | のび太の海底鬼岩城         | 海はぼくらと                               | 武田鉄矢                                                      | 菊池俊輔                                                          | 菊池俊輔                                  | 岩渕まこと               | 日本コロムビア               |
| 5  | のび太の魔界大冒険         | 風のマジカル                               | 湯川れい子                                                    | NOBODY                                                            | 鷺巣詩郎                                  | 小泉今日子               | ビクター音楽産業             |
| 6  | のび太の宇宙小戦争         | 少年期                                     | 武田鉄矢                                                      | 佐孝康夫                                                          | 桜庭伸幸                                  | 武田鉄矢                 | ポリドール                   |
| 7  | のび太と鉄人兵団           | わたしが不思議                             | 武田鉄矢                                                      | 菊池俊輔                                                          | 菊池俊輔                                  | 大杉久美子               | 日本コロムビア               |
| 8  | のび太と竜の騎士           | 友達だから                                 | 武田鉄矢                                                      | 山木康世                                                          | 菊池俊輔                                  | 大山のぶ代               | 日本コロムビア               |
| 9  | のび太のパラレル西遊記     | 君がいるから                               | 武田鉄矢                                                      | 山木康世                                                          | 都留教博                                  | 堀江美都子・こおろぎ'73  | 日本コロムビア               |
| 10 | のび太の日本誕生           | 時の旅人                                   | 武田鉄矢                                                      | 堀内孝雄                                                          | 若草恵                                    | 西田敏行                 | CBS・ソニー                  |
| 11 | のび太とアニマル惑星       | 天までとどけ                               | 武田鉄矢                                                      | 堀内孝雄                                                          | 原田末秋                                  | 武田鉄矢                 | ポリドール                   |
| 12 | のび太のドラビアンナイト   | 夢のゆくえ                                 | 武田鉄矢                                                      | 白鳥澄夫                                                          | 渡辺雅二                                  | 白鳥英美子               | スターチャイルド             |
| 13 | のび太と雲の王国           | 雲がゆくのは…                              | 武田鉄矢                                                      | 深野義和                                                          | 山中紀昌                                  | 武田鉄矢                 | ポリドール                   |
| 14 | のび太とブリキの迷宮       | 何かいい事きっとある                       | 武田鉄矢                                                      | 芹澤廣明                                                          | 小西貴雄                                  | 島崎和歌子               | ポリドール                   |
| 15 | のび太と夢幻三剣士         | 世界はグー・チョキ・パー                   | 武田鉄矢                                                      | 深野義和                                                          | 山中紀昌                                  | 武田鉄矢一座             | ポリドール                   |
| 16 | のび太の創世日記           | さよならにさよなら                         | 武田鉄矢                                                      | 千葉和臣                                                          | 藤原いくろう                              | 海援隊                   | ポリドール                   |
| 17 | のび太と銀河超特急         | 私のなかの銀河                             | 武田鉄矢                                                      | 千葉和臣                                                          | 林有三                                    | 海援隊（千葉和臣のソロ） | ポリドール                   |
| 18 | のび太のねじ巻き都市冒険記 | Love is you                                | 高橋研                                                        | 矢沢永吉                                                          | 高橋研                                    | 矢沢永吉                 | EMI Music Japan              |
| 19 | のび太の南海大冒険         | ホットミルク                               | 岩城由美・HINANO                                              | 鴨宮諒                                                            | 鴨宮諒                                    | 吉川ひなの               | ポニーキャニオン             |
| 20 | のび太の宇宙漂流記         | 季節がいく時                               | 伊秩弘将                                                      | 伊秩弘将                                                          | 水島康貴                                  | SPEED                    | トイズファクトリー           |
| 21 | のび太の太陽王伝説         | この星のどこかで                           | 上村美保子                                                    | 大江千里                                                          | 山下康介                                  | 由紀さおり・安田祥子     | EMI Music Japan              |
| 22 | のび太と翼の勇者たち       | Love you close                             | 森浩美                                                        | 上田知華                                                          | 大坪穂稔                                  | 知念里奈                 | Sony Music Records           |
| 23 | のび太とロボット王国       | いっしょに歩こう 〜Walking Into Sunshine〜 | BANANA ICE(下町兄弟)                                          | BANANA ICE(下町兄弟)                                              | BANANA ICE(下町兄弟)                      | KONISHIKI                | avex mode                    |
| 24 | のび太とふしぎ風使い       | またあえる日まで                           | アドベンチャーキャンプの子供たちと北川悠仁                    | 北川悠仁                                                          | 寺岡呼人・ゆず                            | ゆず                     | セーニャ・アンド・カンパニー |
| 25 | のび太のワンニャン時空伝   | YUME日和                                   | 小幡英之                                                      | 宮崎歩                                                            | 宗像仁志                                  | 島谷ひとみ               | avex trax                    |
| 26 | のび太の恐竜2006           | ボクノート                                 | 大橋卓弥・常田真太郎                                          | 大橋卓弥・常田真太郎                                              | 大橋卓弥・常田真太郎                      | スキマスイッチ           | Ariola Japan                 |
| 27 | のび太の新魔界大冒険       | かけがえのない詩                           | hiroko, mitsuyuki miyake and Hidemi                           | mitsuyuki miyake                                                  | mitsuyuki miyake and Takashi Morio        | mihimaru GT              | UNIVERSAL J                  |
| 28 | のび太と緑の巨人伝         | 手をつなごう                               | 絢香                                                          | 西尾芳彦・絢香                                                    | L.O.E                                     | 絢香                     | WARNER MUSIC JAPAN           |
| 29 | 新・のび太の宇宙開拓史     | 大切にするよ                               | 柴咲コウ                                                      | 市川淳                                                            | 市川淳                                    | 柴咲コウ                 | NAYUTAWAVE RECORDS           |
| 30 | のび太の人魚大海戦         | 帰る場所                                   | SoulJa                                                        | SoulJa                                                            | Jeff Miyahara, SoulJa                     | 青山テルマ               | UNIVERSAL J                  |
| 31 | 新・のび太と鉄人兵団       | 友達の唄                                   | 藤原基央                                                      | 藤原基央                                                          | BUMP OF CHICKEN & MOR                     | BUMP OF CHICKEN          | トイズファクトリー           |
| 32 | のび太と奇跡の島           | 生きてる生きてく                           | 福山雅治                                                      | 福山雅治                                                          | 福山雅治・井上鑑                          | 福山雅治                 | UNIVERSAL J                  |
| 33 | のび太のひみつ道具博物館   | 未来のミュージアム                         | 中田ヤスタカ                                                  | 中田ヤスタカ                                                      | 中田ヤスタカ                              | Perfume                  | UNIVERSAL J                  |
| 34 | 新・のび太の大魔境         | 光のシグナル                               | せんせい（東京カランコロン）                                  | 中谷あつこ                                                        | 鈴木雅也                                  | Kis-My-Ft2               | avex trax                    |
| 35 | のび太の宇宙英雄記         | 360°                                       | miwa                                                          | miwa・NAOKI-T                                                     | NAOKI-T                                   | miwa                     | Sony Music Records           |
| 36 | 新・のび太の日本誕生       | 空へ                                       | 山崎将義                                                      | 山崎将義                                                          | 山崎将義                                  | 山崎まさよし             | EMI Records                  |
| 37 | のび太の南極カチコチ大冒険 | 僕の心をつくってよ                         | 平井堅                                                        | 平井堅                                                            | 亀田誠治                                  | 平井堅                   | Ariola Japan                 |
| 38 | のび太の宝島               | ドラえもん                                 | 星野源                                                        | 星野源                                                            | 星野源                                    | 星野源                   | SPEEDSTAR RECORDS            |
| 39 | のび太の月面探査記         | THE GIFT                                   | Dai Hirai／EIGO                                               | Dai Hirai                                                         | Dai Hirai／nabeLTD／Haruhito Nishi／EIGO  | 平井大                   | avex trax                    |
| 40 | のび太の新恐竜             | Birthday 君と重ねたモノローグ              | 桜井和寿                                                      | 桜井和寿                                                          | Mr.Children・Steve Fitzmaurice・Ken Masui | Mr.Children              | TOY'S FACTORY                |
| 41 | のび太の宇宙小戦争 2021    | Universe                                   | 藤原聡                                                        | 藤原聡                                                            | Official髭男dism                          | Official髭男dism         | IRORI Records                |
| 42 | のび太と空の理想郷         | Paradise                                   | AKIRA・Bang Chan（3RACHA）・Changbin（3RACHA）・HAN（3RACHA） | Bang Chan（3RACHA）・Changbin（3RACHA）・HAN（3RACHA）・VERSACHOI | VERSACHOI・Bang Chan（3RACHA）            | NiziU                    | Sony Music Records           |
| 43 | のび太の地球交響楽         | タイムパラドックス                         | Vaundy                                                        | Vaundy                                                            | Vaundy                                    | Vaundy                   | スターダストレコーズ         |
| 44 | のび太の絵世界物語         | スケッチ                                   | あいみょん                                                    | あいみょん                                                        | 立崎優介・田中ユウスケ                    | あいみょん               | unBORDE/Warner Music Japan   |

#### 併映作品
|    | 映画タイトル                                | 主題歌タイトル               | 作詞             | 作曲             | 編曲                             | 歌                            | レーベル         |
| -- | ------------------------------------------- | ---------------------------- | ---------------- | ---------------- | -------------------------------- | ----------------------------- | ---------------- |
| 1  | ドラえもん ぼく、桃太郎のなんなのさ         | 青い空はポケットさ           | 高田ひろお       | 菊池俊輔         | 菊池俊輔                         | 大杉久美子                    | 日本コロムビア   |
| 2  | ドラミちゃん ミニドラSOS!!!                 | ハロー! ドラミちゃん         | 吉元由美         | 菊池俊輔         | 菊池俊輔                         | 山野さと子                    | 日本コロムビア   |
| 3  | ドラミちゃん アララ♥少年山賊団!             | ハロー! ドラミちゃん         | 吉元由美         | 菊池俊輔         | 菊池俊輔                         | 山野さと子                    | 日本コロムビア   |
| 4  | トキメキソーラーくるまによん                | 星のハーモニー               | 原由子           | 原由子           | 小林武史                         | 原由子                        | タイシタレーベル |
| 4  | トキメキソーラーくるまによん                | 東京ラブコール               | 桑田佳祐         | 桑田佳祐         | 桑田佳祐・小林武史               | 原由子                        | タイシタレーベル |
| 5  | ドラミちゃん ハロー恐竜キッズ!!             | ハロー! ドラミちゃん         | 吉元由美         | 菊池俊輔         | 菊池俊輔                         | 山野さと子                    | 日本コロムビア   |
| 6  | 太陽は友だち がんばれ!ソラえもん号          | なし                         | なし             | なし             | なし                             | なし                          | なし             |
| 7  | ドラミちゃん 青いストローハット             | 友達なのに                   | 白峰美津子       | 清岡千穂         | 野見祐二                         | KŪKO                          | 日本コロムビア   |
| 8  | 2112年 ドラえもん誕生                       | ぼくドラえもん2112           | 藤子・F・不二雄  | 菊池俊輔         | 菊池俊輔                         | 大山のぶ代・こおろぎ'73       | 日本コロムビア   |
| 8  | 2112年 ドラえもん誕生                       | 愛しのニャーオ               | 吉元由美         | 菊池俊輔         | 菊池俊輔                         | 横山智佐                      | 日本コロムビア   |
| 8  | 2112年 ドラえもん誕生                       | ハロー! ドラミちゃん         | 吉元由美         | 菊池俊輔         | 菊池俊輔                         | 山野さと子                    | 日本コロムビア   |
| 9  | ドラミ&ドラえもんズ ロボット学校七不思議!?  | あなたを忘れない             | 高見沢俊彦       | 高見沢俊彦       | 井上鑑                           | Skirt                         | ポニーキャニオン |
| 10 | ザ☆ドラえもんズ 怪盗ドラパン謎の挑戦状!     | 友達だから                   | 武田鉄矢         | 山木康世         | 相良まさえ                       | 山野さと子                    | 日本コロムビア   |
| 11 | 帰ってきたドラえもん                        | 青い空はポケットさ           | 高田ひろお       | 菊池俊輔         | 菊池俊輔                         | 山野さと子                    | 日本コロムビア   |
| 12 | ザ☆ドラえもんズ ムシムシぴょんぴょん大作戦! | 君にいてほしい               | 高見沢俊彦       | 高見沢俊彦       | 高見沢俊彦                       | 神崎ゆう子                    | ファンハウス     |
| 13 | のび太の結婚前夜                            | 幸せのドア                   | 沢田知可子       | 林仁             | 林仁                             | 中西保志・沢田知可子          | 日本コロムビア   |
| 14 | ザ☆ドラえもんズ おかしなお菓子なオカシナナ? | 我ら ザ･ドラえもんズ         | 米たにヨシトモ   | 石川恵樹         | 石川恵樹                         | 水木一郎・堀江美都子          | 日本コロムビア   |
| 15 | おばあちゃんの思い出                        | ハグしよう                   | タケカワユキヒデ | タケカワユキヒデ | タケカワユキヒデ That's no Noise | タケカワユキヒデ・T's COMPANY | 日本コロムビア   |
| 16 | ザ☆ドラえもんズ ドキドキ機関車大爆走!       | ぼくらの元気                 | 柚木美祐         | 藤沢秀樹         | 藤沢秀樹                         | 堀江美都子                    | 日本コロムビア   |
| 17 | がんばれ!ジャイアン!!                       | さよならとは言わないで       | ダ・カーポ       | ダ・カーポ       | ダ・カーポ                       | ダ・カーポ                    | 日本コロムビア   |
| 18 | ドラミ&ドラえもんズ 宇宙ランド危機イッパツ! | ガムシャララ!!ヘッチャララ!! | もりちよこ       | 池毅S            | 池毅S                            | よこざわけい子                | 日本コロムビア   |
| 19 | ぼくの生まれた日                            | キミに会いたくて             | 小坂明子         | 小坂明子         | 小坂明子                         | 小坂明子                      | 日本コロムビア   |
| 20 | ザ☆ドラえもんズ ゴール!ゴール!ゴール!!      | なし                         | なし             | なし             | なし                             | なし                          | なし             |
| 21 | ドラえもんアニバーサリー25                  | なし                         | なし             | なし             | なし                             | なし                          | なし             |

#### 3D映画
|   | 映画タイトル             | 主題歌タイトル | 作詞         | 作曲         | 編曲             | 歌       | レーベル               |
| - | ------------------------ | -------------- | ------------ | ------------ | ---------------- | -------- | ---------------------- |
| 1 | STAND BY ME ドラえもん   | ひまわりの約束 | 秦基博       | 秦基博       | 秦基博・皆川真人 | 秦基博   | Ariola Japan           |
| 2 | STAND BY ME ドラえもん 2 | 虹             | 石崎ひゅーい | 石崎ひゅーい | トオミヨウ       | 菅田将暉 | Sony Music Labels Inc. |

### コンピレーション・アルバム
- 1995年3月1日、ポリドールレコードが『ドラえもん映画主題歌集』を発売した。これには武田鉄矢・武田鉄矢一座および海援隊（千葉和臣）が作詞・歌唱した映画主題歌とそのカラオケ音源が収録されている。ただし、西田敏行に提供した「時の旅人」のみ武田歌唱で録り下ろしたカバー曲となっている。ライナーノーツのデザインは「のび太の創世日記」の場面カットと、当時の海援隊メンバーのスチル写真である。2010年の『ドラえもん主題歌集+挿入歌』（後述）発売まで廃盤にしていない。
- 1999年4月21日、小学館が『DORA THE BEST』を限定生産で発売した。これは、映画20周年を記念して、それまでの映画主題歌（『のび太の南海大冒険』まで）すべてとテレビアニメで流れた楽曲の計36曲を収録した2枚組CDとなっている。ただし「風のマジカル」はボーカルがないカラオケ（インストゥルメンタル）バージョンで収録されている。期間限定生産商品で発売前の受注予約も実施していたため、メーカー在庫切れ状態になった。
- 2004年9月22日、CME（コロムビアミュージックエンタテインメント。現：日本コロムビア）が『映画ドラえもん25周年 ドラえもん映画主題歌篇』を発売した。コロムビアが音源を保有する楽曲を中心に選り抜きで収録している。また、『ドラえもん のび太の太陽王伝説』以降の主題歌が初めて収録されたコンピレーションである。
- 2010年2月24日、CMEは映画30周年を記念し、武田鉄矢および海援隊が歌唱した楽曲を除いた2009年までの映画主題歌（パーマンなどドラえもん以外の併映作品は除く）を2枚組で収録した『映画ドラえもん30周年記念企画 ドラえもん映画主題歌大全集』を発売した。ビクターレコードが発売した「風のマジカル」の音源を初めて収録した作品である。2009年11月には同様のコンセプトでテレビアニメの主題歌を収録した『テレビアニメ30周年記念ドラえもんテレビ主題歌大全集』が連動企画で発売されている。
- 2010年5月5日、ユニバーサルミュージックのナユタウェイブレコーズが、武田鉄矢/海援隊 名義で『ドラえもん映画主題歌集+挿入歌』を発売する。1995年の『ドラえもん映画主題歌集』（先述）収録曲に加え、1996年の「私のなかの銀河」と2010年の「遠い海から来たあなた」を追加した内容となっている。『ドラえもん映画主題歌大全集』と「帰る場所」を補完することで、mihimaru GTを除く30年分の主題歌を網羅できる構成となっている。事実上、1995年盤の再版かつマイナーチェンジ版であるが、ライナーノーツやCDのデザインは改めている。なお、同じレコード会社所属の島崎和歌子による主題歌については『ドラえもん映画主題歌集』が収録している。
- 2013年9月18日、日本コロムビアから5枚組の『藤子・F・不二雄生誕80周年 ドラえもん 歌の大全集』が発売された。これにはテレビアニメ版、映画版の主題歌・挿入歌をはじめ、併映作品等の関連作品の楽曲も収録されている。ただし、2011年の主題歌『友達の唄』及び挿入歌は収録されていない。
- 2015年4月1日、日本コロムビアから3枚組のアルバム『映画ドラえもん主題歌大全集』が発売された。これには『のび太の宇宙英雄記』までの長編・短編映画の主題歌・一部挿入歌が収録されている。前回未収録となった『友達の唄』は収録されたが、『風のマジカル』・『あなたを忘れない』（『ドラミ&ドラえもんズ ロボット学校七不思議!?』エンディングテーマ）・『君にいてほしい』（『ザ☆ドラえもんズ ムシムシぴょんぴょん大作戦!』主題歌）・『ひまわりの約束』（『STAND BY ME ドラえもん』主題歌）・『360° 』は未収録となり、『のび太の宇宙英雄記』関連の楽曲は『夢をかなえてドラえもん』（キャラクターソングヴァージョン）と『ミラクル銀河防衛隊のテーマ』のみの収録となった。
- 2020年2月26日、日本コロムビアから4枚組のアルバム『映画ドラえもん うたの大全集』が発売された[22]。全82曲。『のび太の月面探査記』までの長編・短編作品の主題歌および挿入歌を収録している。2015年のアルバムで未収録となった楽曲はすべて収録されている。

## ゲスト声優
1985年公開の『のび太の宇宙小戦争』は、ギルモア将軍の声を俳優・元プロ野球選手の八名信夫が担当し、映画ドラえもんシリーズで本職が声優ではないゲスト声優が起用されるのは初めて。
藤子・F・不二雄の死後、1998年公開の『のび太の南海大冒険』は、タレントや落語家などの有名人がゲスト声優として起用され、その後、本職が声優ではない芸能人を起用される作品が多くなった。現在まで、俳優、女優、歌手、アイドル、お笑い芸人、スポーツ選手、落語家など、さまざまな職業の有名人が映画ドラえもんシリーズに出演している。
ゲスト声優は通常、映画公開前に映画を宣伝し、完成披露試写会に出席し、予告やTVCMを収録してテレビで放送する。第22作『のび太と翼の勇者たち』（2001年）から第27作『のび太の新魔界大冒険』（2007年）および第43作『のび太の地球交響楽』（2024年）の主題歌の歌手がゲスト声優を務めた。第31作『新・のび太と鉄人兵団』（2011年）から第33作『のび太のひみつ道具博物館』（2013年）、局アナで結成された「ドラアナ団」が映画を宣伝した。第34作『新・のび太の大魔境』（2014年）・第36作『新・のび太の日本誕生』（2016年）・第37作『のび太の南極カチコチ大冒険』（2017年）はゲスト声優による応援ダンスがテレビアニメのエンディングで放送された。
以下に本職が声優ではないゲスト声優を示す。

### ゲスト声優一覧
|      | 映画タイトル               | ゲスト声優                               | 登場人物名                                                  | ゲスト声優職業               | 備考                             |
| ---- | -------------------------- | ---------------------------------------- | ----------------------------------------------------------- | ---------------------------- | -------------------------------- |
| 6    | のび太の宇宙小戦争         | 八名信夫                                 | ギルモア                                                    | 元プロ野球選手・俳優         |                                  |
| 19   | のび太の南海大冒険         | マッハ文朱                               | ジャック                                                    | 俳優・歌手                   |                                  |
| 19   | のび太の南海大冒険         | 早見優                                   | ベティ                                                      | 俳優・歌手・アイドル         |                                  |
| 19   | のび太の南海大冒険         | 江守徹                                   | キャプテン・キッド                                          | 俳優・演出家                 |                                  |
| 19   | のび太の南海大冒険         | 上條恒彦                                 | キャッシュ                                                  | 歌手・俳優                   |                                  |
| 19   | のび太の南海大冒険         | 林家木久蔵（現・林家木久扇）             | ゴンザレス                                                  | 落語家                       |                                  |
| 19   | のび太の南海大冒険         | 林家こぶ平（現・9代目林家正蔵）          | パンチョ                                                    | 落語家                       |                                  |
| 19   | のび太の南海大冒険         | パトリック・ハーラン（パックンマックン） | 海賊D                                                       | お笑い芸人                   |                                  |
| 22   | のび太と翼の勇者たち       | 知念里奈                                 | ツバクロウ                                                  | 歌手・俳優                   | 本作の主題歌の歌手               |
| 22   | のび太と翼の勇者たち       | 森繁久彌                                 | 鳥野博士                                                    | 俳優                         | エンディングに「特別出演」と表記 |
| 22   | のび太と翼の勇者たち       | 渡辺宜嗣                                 | TVアナウンサー                                              | アナウンサー                 |                                  |
| 併映 | がんばれ!ジャイアン!!      | 林家いっ平（現・2代目林家三平）          | 林家三平                                                    | 落語家                       |                                  |
| 23   | のび太とロボット王国       | 新山千春                                 | ジャンヌ                                                    | タレント・俳優               |                                  |
| 23   | のび太とロボット王国       | KONISHIKI                                | コニック                                                    | 元大相撲力士                 | 本作の主題歌の歌手               |
| 24   | のび太とふしぎ風使い       | 北川悠仁（ゆず）                         | ヤムジン                                                    | ミュージシャン               | 本作の主題歌の歌手               |
| 24   | のび太とふしぎ風使い       | 岩沢厚治（ゆず）                         | クンジン                                                    | ミュージシャン               | 本作の主題歌の歌手               |
| 24   | のび太とふしぎ風使い       | 渡辺宜嗣                                 | TVアナウンサー                                              | アナウンサー                 |                                  |
| 25   | のび太のワンニャン時空伝   | 島谷ひとみ                               | チーコ シャミーの歌パート                                   | 歌手・モデル・俳優           | 本作の主題歌の歌手               |
| 25   | のび太のワンニャン時空伝   | 泉谷しげる                               | ネコジャラ                                                  | シンガーソングライター・俳優 |                                  |
| 25   | のび太のワンニャン時空伝   | 渡辺宜嗣                                 | TVアナウンサー                                              | アナウンサー                 |                                  |
| 26   | のび太の恐竜2006           | 神木隆之介                               | ピー助                                                      | 俳優                         |                                  |
| 26   | のび太の恐竜2006           | 船越英一郎                               | 黒マスク                                                    | 俳優                         |                                  |
| 26   | のび太の恐竜2006           | 劇団ひとり                               | おやじ 主婦A リサイクル業者 レポーター タイムパトロール長官 | お笑い芸人                   |                                  |
| 26   | のび太の恐竜2006           | 大橋卓弥（スキマスイッチ）               | タイムパトロール隊員A                                       | ミュージシャン               | 本作の主題歌の歌手               |
| 26   | のび太の恐竜2006           | 常田真太郎（スキマスイッチ）             | タイムパトロール隊員B                                       | ミュージシャン               | 本作の主題歌の歌手               |
| 27   | のび太の新魔界大冒険       | 相武紗季                                 | 美夜子                                                      | 俳優                         |                                  |
| 27   | のび太の新魔界大冒険       | 河本準一（次長課長）                     | 満月博士                                                    | お笑い芸人                   |                                  |
| 27   | のび太の新魔界大冒険       | 久本雅美                                 | メジューサ                                                  | お笑い芸人・俳優             |                                  |
| 27   | のび太の新魔界大冒険       | つぶやきシロー                           | 二ツ星B                                                     | ピン芸人                     |                                  |
| 27   | のび太の新魔界大冒険       | 松元環季                                 | 幼い美夜子                                                  | 子役俳優                     |                                  |
| 27   | のび太の新魔界大冒険       | 大下容子                                 | アナウンサー                                                | アナウンサー                 |                                  |
| 27   | のび太の新魔界大冒険       | hiroko（mihimaru GT）                    | 女の子                                                      | 歌手                         | 本作の主題歌の歌手               |
| 27   | のび太の新魔界大冒険       | miyake（mihimaru GT）                    | 配達人                                                      | ミュージシャン               | 本作の主題歌の歌手               |
| 28   | のび太と緑の巨人伝         | 堀北真希                                 | リーレ                                                      | 俳優                         |                                  |
| 28   | のび太と緑の巨人伝         | 吉越拓矢                                 | キー坊                                                      | 子役俳優                     |                                  |
| 28   | のび太と緑の巨人伝         | 三宅裕司                                 | 長老ジィ                                                    | 俳優                         |                                  |
| 28   | のび太と緑の巨人伝         | 有田哲平（くりぃむしちゅー）             | パルナ                                                      | お笑い芸人                   |                                  |
| 28   | のび太と緑の巨人伝         | 松元環季                                 | ジョーロの女の子                                            | 子役俳優                     |                                  |
| 29   | 新・のび太の宇宙開拓史     | 香里奈                                   | モリーナ                                                    | モデル・俳優                 |                                  |
| 29   | 新・のび太の宇宙開拓史     | アヤカ・ウィルソン                       | クレム                                                      | ファッションモデル・俳優     |                                  |
| 29   | 新・のび太の宇宙開拓史     | 徳井義実（チュートリアル）               | ダウト                                                      | お笑い芸人                   |                                  |
| 29   | 新・のび太の宇宙開拓史     | 福田充徳（チュートリアル）               | ウーノ                                                      | お笑い芸人                   |                                  |
| 29   | 新・のび太の宇宙開拓史     | 若田光一                                 | 宇宙船操舵員                                                | JAXA宇宙飛行士               |                                  |
| 30   | のび太の人魚大海戦         | 真矢ミキ                                 | オンディーヌ                                                | 俳優                         |                                  |
| 30   | のび太の人魚大海戦         | 温水洋一                                 | メジーナ博士                                                | 俳優                         |                                  |
| 30   | のび太の人魚大海戦         | ケンドーコバヤシ                         | トラギス                                                    | お笑い芸人                   |                                  |
| 30   | のび太の人魚大海戦         | さかなクン                               | サッカーナ                                                  | 魚類学者                     |                                  |
| 31   | 新・のび太と鉄人兵団       | 加藤浩次                                 | 総司令官                                                    | お笑い芸人                   |                                  |
| 31   | 新・のび太と鉄人兵団       | 福山雅治                                 | 福山雅秋                                                    | シンガーソングライター・俳優 |                                  |
| 31   | 新・のび太と鉄人兵団       | 渡辺宜嗣                                 | マンティス                                                  | アナウンサー                 |                                  |
| 31   | 新・のび太と鉄人兵団       | 角澤照治                                 | マンティス                                                  | アナウンサー                 |                                  |
| 31   | 新・のび太と鉄人兵団       | 小木逸平                                 | マンティス                                                  | アナウンサー                 |                                  |
| 31   | 新・のび太と鉄人兵団       | 菅原知弘                                 | マンティス                                                  | アナウンサー                 |                                  |
| 32   | のび太と奇跡の島           | 鈴木福                                   | フーク                                                      | 子役俳優                     |                                  |
| 32   | のび太と奇跡の島           | 小栗旬                                   | 甘栗旬                                                      | 俳優                         |                                  |
| 32   | のび太と奇跡の島           | 大下容子                                 | ロッコロガールズ                                            | アナウンサー                 |                                  |
| 32   | のび太と奇跡の島           | 松尾由美子                               | ロッコロガールズ                                            | アナウンサー                 |                                  |
| 32   | のび太と奇跡の島           | 大木優紀                                 | ロッコロガールズ                                            | アナウンサー                 |                                  |
| 32   | のび太と奇跡の島           | 久保田直子                               | ロッコロガールズ                                            | アナウンサー                 |                                  |
| 32   | のび太と奇跡の島           | 石沢綾子                                 | ロッコロガールズ                                            | アナウンサー                 |                                  |
| 32   | のび太と奇跡の島           | 横田真理子                               | ロッコロガールズ                                            | アナウンサー                 |                                  |
| 32   | のび太と奇跡の島           | 喜多ゆかり                               | ロッコロガールズ                                            | アナウンサー                 |                                  |
| 32   | のび太と奇跡の島           | 石木碧                                   | ロッコロガールズ                                            | アナウンサー                 |                                  |
| 33   | のび太のひみつ道具博物館   | 松平健                                   | マスタード警部                                              | 俳優・歌手                   |                                  |
| 33   | のび太のひみつ道具博物館   | 向井理                                   | 向井おさる                                                  | 俳優                         |                                  |
| 33   | のび太のひみつ道具博物館   | 寺崎貴司                                 | 警官・作業員                                                | アナウンサー                 |                                  |
| 33   | のび太のひみつ道具博物館   | 浦川泰幸                                 | 警官・作業員                                                | アナウンサー                 |                                  |
| 33   | のび太のひみつ道具博物館   | 宮本啓丞                                 | 警官・作業員                                                | アナウンサー                 |                                  |
| 33   | のび太のひみつ道具博物館   | 小松靖                                   | 警官・作業員                                                | アナウンサー                 |                                  |
| 33   | のび太のひみつ道具博物館   | 林和人                                   | 警官・作業員                                                | アナウンサー                 |                                  |
| 33   | のび太のひみつ道具博物館   | 上山千穂                                 | カーナビ                                                    | アナウンサー                 |                                  |
| 33   | のび太のひみつ道具博物館   | 島本真衣                                 | お掃除ロボ・秘書                                            | アナウンサー                 |                                  |
| 33   | のび太のひみつ道具博物館   | 鈴木しおり                               | 宇宙館ナレーション                                          | アナウンサー                 |                                  |
| 34   | 新・のび太の大魔境         | 小栗旬                                   | サベール                                                    | 俳優                         |                                  |
| 34   | 新・のび太の大魔境         | 夏目三久                                 | スピアナ姫                                                  | フリーアナウンサー           |                                  |
| 34   | 新・のび太の大魔境         | 多田健二（COWCOW）                       | ブルテリ                                                    | お笑い芸人                   |                                  |
| 34   | 新・のび太の大魔境         | 山田善し（COWCOW）                       | バーナード                                                  | お笑い芸人                   |                                  |
| 番外 | STAND BY ME ドラえもん     | 妻夫木聡                                 | のび太青年                                                  | 俳優                         |                                  |
| 35   | のび太の宇宙英雄記         | 市村正親                                 | イカーロス                                                  | 俳優                         |                                  |
| 35   | のび太の宇宙英雄記         | 観月ありさ                               | メーバ                                                      | 俳優・歌手・モデル           |                                  |
| 35   | のび太の宇宙英雄記         | 田中裕二（爆笑問題）                     | ハイド                                                      | お笑い芸人                   |                                  |
| 36   | 新・のび太の日本誕生       | 棚橋弘至                                 | クラヤミ族                                                  | プロレスラー                 |                                  |
| 36   | 新・のび太の日本誕生       | 真壁刀義                                 | クラヤミ族                                                  | プロレスラー                 |                                  |
| 36   | 新・のび太の日本誕生       | 小島よしお                               | クラヤミ族                                                  | お笑い芸人                   |                                  |
| 37   | のび太の南極カチコチ大冒険 | 浅田舞                                   | パオパオ                                                    | フィギュアスケート選手       |                                  |
| 37   | のび太の南極カチコチ大冒険 | 織田信成                                 | パオパオ                                                    | フィギュアスケート選手       |                                  |
| 37   | のび太の南極カチコチ大冒険 | 八木真澄（サバンナ）                     | オクトゴン                                                  | お笑い芸人                   |                                  |
| 37   | のび太の南極カチコチ大冒険 | 高橋茂雄（サバンナ）                     | ヤミテム                                                    | お笑い芸人                   |                                  |
| 38   | のび太の宝島               | 大泉洋                                   | シルバー                                                    | 俳優・歌手                   |                                  |
| 38   | のび太の宝島               | 長澤まさみ                               | フィオナ                                                    | 俳優                         |                                  |
| 38   | のび太の宝島               | 高橋茂雄（サバンナ）                     | トマト                                                      | お笑い芸人                   |                                  |
| 38   | のび太の宝島               | 渡辺宜嗣                                 | アナウンサー                                                | アナウンサー                 |                                  |
| 39   | のび太の月面探査記         | 広瀬アリス                               | ルナ                                                        | ファッションモデル・俳優     |                                  |
| 39   | のび太の月面探査記         | 柳楽優弥                                 | ゴダート ゴダール博士                                       | 俳優                         |                                  |
| 39   | のび太の月面探査記         | 吉田鋼太郎                               | ディアボロ                                                  | 俳優                         |                                  |
| 39   | のび太の月面探査記         | 中岡創一（ロッチ）                       | キャンサー                                                  | お笑い芸人                   |                                  |
| 39   | のび太の月面探査記         | 高橋茂雄（サバンナ）                     | クラブ                                                      | お笑い芸人                   |                                  |
| 39   | のび太の月面探査記         | 酒井藍                                   | カイア                                                      | お笑い芸人                   |                                  |
| 40   | のび太の新恐竜             | 木村拓哉                                 | ジル                                                        | 俳優・歌手                   |                                  |
| 40   | のび太の新恐竜             | 渡辺直美                                 | ナタリー長官                                                | お笑い芸人                   |                                  |
| 40   | のび太の新恐竜             | 神木隆之介                               | ピー助                                                      | 俳優                         | エンディングに「特別出演」と表記 |
| 番外 | STAND BY ME ドラえもん 2   | 妻夫木聡                                 | 大人のび太                                                  | 俳優                         |                                  |
| 番外 | STAND BY ME ドラえもん 2   | 宮本信子                                 | おばあちゃん                                                | 俳優・歌手                   |                                  |
| 番外 | STAND BY ME ドラえもん 2   | バカリズム                               | ナカメグロ                                                  | お笑い芸人                   |                                  |
| 番外 | STAND BY ME ドラえもん 2   | 羽鳥慎一                                 | 入れかえロープ                                              | アナウンサー                 |                                  |
| 41   | のび太の宇宙小戦争 2021    | 香川照之                                 | ギルモア                                                    | 俳優・歌舞伎役者             |                                  |
| 41   | のび太の宇宙小戦争 2021    | 松岡茉優                                 | ピイナ                                                      | 俳優                         |                                  |
| 41   | のび太の宇宙小戦争 2021    | 内海崇（ミルクボーイ）                   | 地下リーダー                                                | お笑い芸人                   |                                  |
| 41   | のび太の宇宙小戦争 2021    | 駒場孝（ミルクボーイ）                   | パイロット                                                  | お笑い芸人                   |                                  |
| 42   | のび太と空の理想郷         | 永瀬廉（King & Prince）                  | ソーニャ                                                    | アイドル・歌手・俳優         |                                  |
| 42   | のび太と空の理想郷         | 山里亮太                                 | 未来の配達ロボット                                          | お笑い芸人                   |                                  |
| 42   | のび太と空の理想郷         | 藤本美貴                                 | パラダピアの先生                                            | 歌手                         |                                  |
| 43   | のび太の地球交響楽         | 芳根京子                                 | ミーナ ミッカの妹                                           | 俳優                         |                                  |
| 43   | のび太の地球交響楽         | 平野莉亜菜                               | ミッカ                                                      | 子役俳優                     |                                  |
| 43   | のび太の地球交響楽         | 吉川晃司                                 | マエストロヴェントー                                        | シンガーソングライター・俳優 |                                  |
| 43   | のび太の地球交響楽         | 石丸幹二                                 | ワークナー                                                  | 歌手・俳優                   |                                  |
| 43   | のび太の地球交響楽         | Vaundy                                   | バンドのボーカル                                            | 歌手                         | 本作の主題歌の歌手               |
| 43   | のび太の地球交響楽         | 加賀翔（かが屋）                         | バンドのメンバー 漫才師                                     | お笑い芸人                   |                                  |
| 43   | のび太の地球交響楽         | 賀屋壮也（かが屋）                       | バンドのメンバー 漫才師 演歌のおじいちゃん                  | お笑い芸人                   |                                  |
| 44   | のび太の絵世界物語         | 鈴鹿央士                                 | パル                                                        | 俳優                         |                                  |
| 44   | のび太の絵世界物語         | 藤本美貴                                 | アートリア王妃                                              | 歌手                         |                                  |
| 44   | のび太の絵世界物語         | 伊達みきお（サンドウィッチマン）         | アートリア王                                                | お笑い芸人                   |                                  |
| 44   | のび太の絵世界物語         | 富澤たけし（サンドウィッチマン）         | 評論家                                                      | お笑い芸人                   |                                  |

## アスペクト比・デジタルリマスター版について
第1作『のび太の恐竜』から第18作『のび太のねじ巻き都市冒険記』までは4:3で制作されており、TV放送やDVD等のメディアではそのまま使われている。映画館では上下カットの16:9として上映。第19作『のび太の南海大冒険』以降は制作時から16:9で、TV放送やDVD等のメディアと映画館上映時が全て統一されて上下がカットされる事は無くなった。第1作『のび太の恐竜』のVHD版はパッケージに「ビスタサイズ・ノーカット版」と表記されているがこれは誤植であり、実際は4:3スタンダードサイズで収録されている。音源に関しては1988年ののび太の日本誕生からステレオ音源になり、1999年ののび太の宇宙漂流記からドルビーデジタルに移行したためその時点でデジタル化され、2003年ののび太とふしぎ風使いからセル画を廃止し、映像のマスターを完全デジタル制作に移行(ドラえもんアニメ本編のデジタル移行は2002年)。
2018年、WOWOWにて37作が一挙放送された。デジタルリマスターが施され、全作が16:9ビスタサイズで放送された。
2022年3月、Amazon Prime Videoにて全40作が一挙に配信された。デジタルリマスター版が配信され、WOWOW同様全作が16:9ビスタサイズで放送された。
2022年3月現在、25作以前のデジタルリマスター版Blu-rayの発売はされていない。

## エンドロール後のおまけ映像
リニューアル後の第1作目である『のび太の恐竜2006』から始まった。エンドロール後に、ドラえもんが「みんな、面白かった？来年もまた見てね！（年によっては「またね！」）」と述べ、翌年も新作の映画が公開される予定である旨を告知するために利用されてきた。なお、リニューアル後の第2作目である『のび太の新魔界大冒険』以降から、翌年公開予定の映画に登場する物やキャラクターが登場し、その映画の内容を一部明らかにするようなスタイルが取られている。
|    | 映画タイトル               | おまけ映像（本作）                         | おまけ映像（次作）                                                                       |
| -- | -------------------------- | ------------------------------------------ | ---------------------------------------------------------------------------------------- |
| 26 | のび太の恐竜2006           | 崖に埋まったドラえもんを発掘するのび太     | -                                                                                        |
| 27 | のび太の新魔界大冒険       | 魔法使いの格好をしたドラえもん             | 葉っぱ                                                                                   |
| 28 | のび太と緑の巨人伝         | 葉っぱを持ったドラえもん                   | チャミー・宇宙                                                                           |
| 29 | 新・のび太の宇宙開拓史     | スーパーマンドラえもん                     | 人魚姿のドラえもん                                                                       |
| 30 | のび太の人魚大海戦         | 人魚姿のドラえもん                         | 青いボール（ジュド）・おざしき釣り堀と逆世界はいり込みオイル                             |
| 31 | 新・のび太と鉄人兵団       | ザンダクロス                               | モア                                                                                     |
| 32 | のび太と奇跡の島           | ゴンスケのタイムマシン                     | 鈴が消えたドラえもん・探偵姿ののび太・ひみつ道具                                         |
| 33 | のび太のひみつ道具博物館   | ひみつ道具                                 | 探検帽をかぶったドラえもん・『大長編ドラえもん』第3作のまんが                            |
| 34 | 新・のび太の大魔境         | 探検帽をかぶったドラえもん                 | ヒーローバッジをつけたドラえもん                                                         |
| 35 | のび太の宇宙英雄記         | ヒーロースーツ姿のドラえもん               | ペガサス・大根（畑のレストラン）                                                         |
| 36 | 新・のび太の日本誕生       | 原始人姿のドラえもん・ペガサス             | 極地探検スーツ姿のドラえもん・氷ざいくごて・氷の下の遺跡                                 |
| 37 | のび太の南極カチコチ大冒険 | 極地探検スーツ姿のドラえもん・氷山         | 海賊の格好をしたドラえもん・海賊船                                                       |
| 38 | のび太の宝島               | 海賊の格好をしたドラえもん・海賊船         | 異説クラブメンバーズバッジ・天動説の地球・月で餅つきをするウサギ                         |
| 39 | のび太の月面探査記         | 月面のドラえもん                           | ティタノサウルス・白亜紀の世界                                                           |
| 40 | のび太の新恐竜             | 探検隊セット姿のドラえもん・アラモサウルス | 飛ぶ円錐型の宇宙船とそれを攻撃しながら追いかける巨大戦艦・土星のように輪がある惑星       |
| 41 | のび太の宇宙小戦争 2021    | 宇宙中のドラえもん・スネ夫の戦車           | 飛行機・飛行船・雲の上の2つの月                                                          |
| 42 | のび太と空の理想郷         | 飛行機                                     | 指揮者の格好をしたドラえもん・楽器を演奏するおもちゃ                                     |
| 43 | のび太の地球交響楽         | 指揮者の格好をしたドラえもん・地球         | 画家の格好をしたドラえもん・魔法使いの格好をしたドラえもん・ヨーロッパ風のお城・コウモリ |
| 44 | のび太の絵世界物語         | 魔法使いの格好をしたドラえもん             | 海・イルカの群れ・カクレクマノミとサンゴ礁・クジラ・魚群・サメ                           |

## 大人だけのドラえもんオールナイト
1985年に新宿東宝ビレッジで開催されたのを皮切りに、以降、毎年新作公開日前後に、新宿コマ劇場や池袋HUMAXシネマズなど東京都内の映画館で、『大人だけのドラえもんオールナイト』というイベントが2004年まで20年間行われていた。このイベントは名目上「大人だけ」となっているわけではなく、本当に18歳未満の者・高校生以下は参加できない。これは、東京都の条例によって、23時以降に終了する映画上映会に18歳未満の者の入場が禁止されているためである。このイベントでは23時前後から翌日の早朝までその年の新作映画を含む過去の映画数本が上映されるほか、監督や声優たちの舞台挨拶やトークなども行われた。なお「チケットぴあ」のみで発売される入場券は、発売からわずか数分で完売するほどであった。
その後、2005年に声優交代を含めた完全リニューアルのため新作映画の公開が中止となり、「大人だけのドラえもんオールナイト」は一応の終了としていた。しかし、2010年3月5日にTOHOシネマズ六本木ヒルズにて6年ぶりに開催されたのを皮切りに以後再び2014年まで毎年行われ好評だった。従来と同じような監督や声優たちの舞台挨拶やトークなどのほか、旧メインレギュラー声優陣の5人うち、大山のぶ代を除いた毎年2名が事前公表なしでサプライズゲストとして登場するのが恒例となっていた（大山は会場への手紙のみで参加した年もある）。そのため、めったに見られない旧声優と現声優の共演トークが見られる貴重な機会でもあった。2015年は後述の「ドラえもん映画祭」が開催されたため実質上の発展的終了となり10年ぶりに開催は見送られ、翌年2016年についても行われていない。

## ドラえもん映画祭
ドラえもん映画祭は、2010年の2月上旬から3月上旬にかけて、東京都千代田区神田神保町にある神保町シアターにて開催された映画『ドラえもん』30周年記念イベントである。過去に公開された『ドラえもん』映画作品を劇場のスクリーンで上映するという趣旨のイベントであり、上映にあたっては当時のフィルムのうち保存状態が良好なものをそのまま使用したため、当時の劇場公開時にしか観られない映像（上映終了後のCMなど）も観賞することができた。イベントの前売券は劇場窓口で即完売し、追加上映も決定するほどの反響を呼んだ。
2010年が想定以上の人気と反響があったことから、同じく節目の年である2015年、2020年、2025年にも同・神保町シアターで行われた。

## テレビ放送
基本的に、映画の公開から約1年後にテレビで放送される。
テレビ放送でのカット箇所
2005年の声優交代以降、オープニング・エンディングをカットして放送されている。ただし、必ずカットされるオープニング・エンディング以外、必ずしもノーカットというわけではなく、オープニング・エンディング以外にも一部のシーンがカットされている。以下にその内容を示す。
| 放送日時       | タイトル名                 | 放送回数 | カットされた内容 |
| -------------- | -------------------------- | -------- | --- |
| 2007年3月10日  | のび太の恐竜2006           | 1回目    | |
| 2008年3月21日  | のび太の新魔界大冒険       | 1回目    | |
| 2009年2月6日   | のび太と緑の巨人伝         | 1回目    | ドラミがひみつ道具を取りに来る部分 |
| 2010年3月19日  | 新・のび太の宇宙開拓史     | 1回目    | |
| 2011年1月3日   | のび太の恐竜2006           | 2回目    | |
| 2011年2月11日  | のび太の人魚大海戦         | 1回目    | オープニングカットならず。 |
| 2012年3月16日  | 新・のび太と鉄人兵団       | 1回目    | エンディングはあったが、エンディングテーマ「友達の唄」が1フレーズだけの短い編集になっており、それ以降はカットされた。                                              |
| 2012年12月31日 | のび太と奇跡の島           | 1回目    | |
| 2013年3月15日  | のび太の新魔界大冒険       | 2回目    | のび太がしずかと魔法の練習をするシーンで、しずかのスカートがめくり上がる部分                                                                                       |
| 2014年3月7日   | のび太のひみつ道具博物館   | 1回目    | 掃除機でしずかの服が破れてしまうシーンにおけるしずかの裸の姿の部分（カットではなく、白い光による修正がかけられ、裸の姿がほぼ映らない）                             |
| 2015年3月6日   | 新・のび太の大魔境         | 1回目    | 約束先取り機との約束を果たすためにしずかが宮殿のお風呂に入るシーンにおいて、お風呂の世話係に驚く部分（BPOなどの配慮による）                                        |
| 2015年8月30日  | STAND BY ME ドラえもん     | 1回目    | |
| 2016年3月4日   | のび太の宇宙英雄記         | 1回目    | |
| 2017年3月3日   | 新・のび太の日本誕生       | 1回目    | オープニングカットならず。 |
| 2018年2月25日  | のび太のひみつ道具博物館   | 2回目    | 掃除機でしずかの服が破れてしまうシーンにおけるしずかの裸の姿の部分（完全カット）やフィークス館長のへそくりのシーンなど時間の都合上様々なシーンがカットされている。 |
| 2018年3月2日   | のび太の南極カチコチ大冒険 | 1回目    | |
| 2019年3月1日   | のび太の宝島               | 1回目    | |
| 2020年2月29日  | のび太の月面探査記         | 1回目    | |
| 2020年8月2日   | のび太の宝島               | 2回目    | |
| 2020年8月23日  | 新・のび太の日本誕生       | 2回目    | |
| 2020年11月20日 | STAND BY ME ドラえもん     | 2回目    | |
| 2022年2月26日  | のび太の新恐竜             | 1回目    | |
| 2023年3月4日   | のび太の宇宙小戦争2021     | 1回目    | |
| 2024年3月2日   | のび太と空の理想郷         | 1回目    | |
| 2025年3月1日   | のび太の地球交響楽         | 1回目    | |